# Тилден, Джеральдин
Джеральди́н (Дже́рри) Ти́лден (англ. Geraldine Tilden, Gerri Tilden) — американская кёрлингистка.
В составе женской сборной США участник чемпионата мира 1986 (заняли седьмое место). Чемпионка США среди женщин.
Играла на позиции четвёртого. Была скипом команды.

## Достижения
- Чемпионат США по кёрлингу среди женщин: золото (1986).

## Команды
| Сезон   | Четвёртый         | Третий         | Второй         | Первый        | Турниры                        |
| ------- | ----------------- | -------------- | -------------- | ------------- | ------------------------------ |
| 1977—78 | Marsha Hulstrand  | Джерри Тилден  | Sylvia Hesse   | Lyn Korngable | [ 2 ]                          |
| 1978—79 | Marsha Hulstrand  | Джерри Тилден  | Sylvia Hesse   | Debbie Dexter | [ 2 ]                          |
| 1980—81 | Marsha Hulstrand  | Джерри Тилден  | Линда Барнесон | Sylvia Hesse  | [ 2 ]                          |
| 1981—82 | Marsha Hulstrand  | Джерри Тилден  | Линда Барнесон | Sylvia Hesse  | [ 2 ]                          |
| 1982—83 | Джерри Тилден     | Линда Барнесон | Molly Jytyla   | Nancy Johnson | [ 2 ]                          |
| 1984—85 | Джерри Тилден     | Линда Барнесон | Sally Barry    | Nancy Bodmer  | [ 2 ]                          |
| 1985—86 | Джеральдин Тилден | Линда Барнесон | Барб Польски   | Барб Гацмер   | ЧСШАЖ 1986 · ЧМ 1986 (7 место) |

(скипы выделены полужирным шрифтом)